# Sentiero dei Greci
Il sentiero dei Greci (detto anche sentiero di San Nicodemo o sentiero della “Seja”) è un sentiero escursionistico, nel territorio del Parco nazionale dell'Aspromonte, all'interno del comune di Mammola, in provincia di Reggio Calabria. 

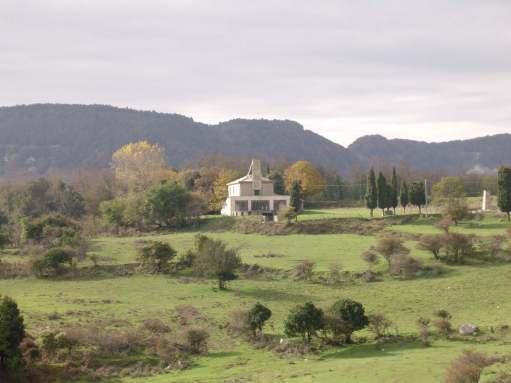
Mammola - santuario San Nicodemo sec. X (Parco nazionale dell'Aspromonte)

## Descrizione

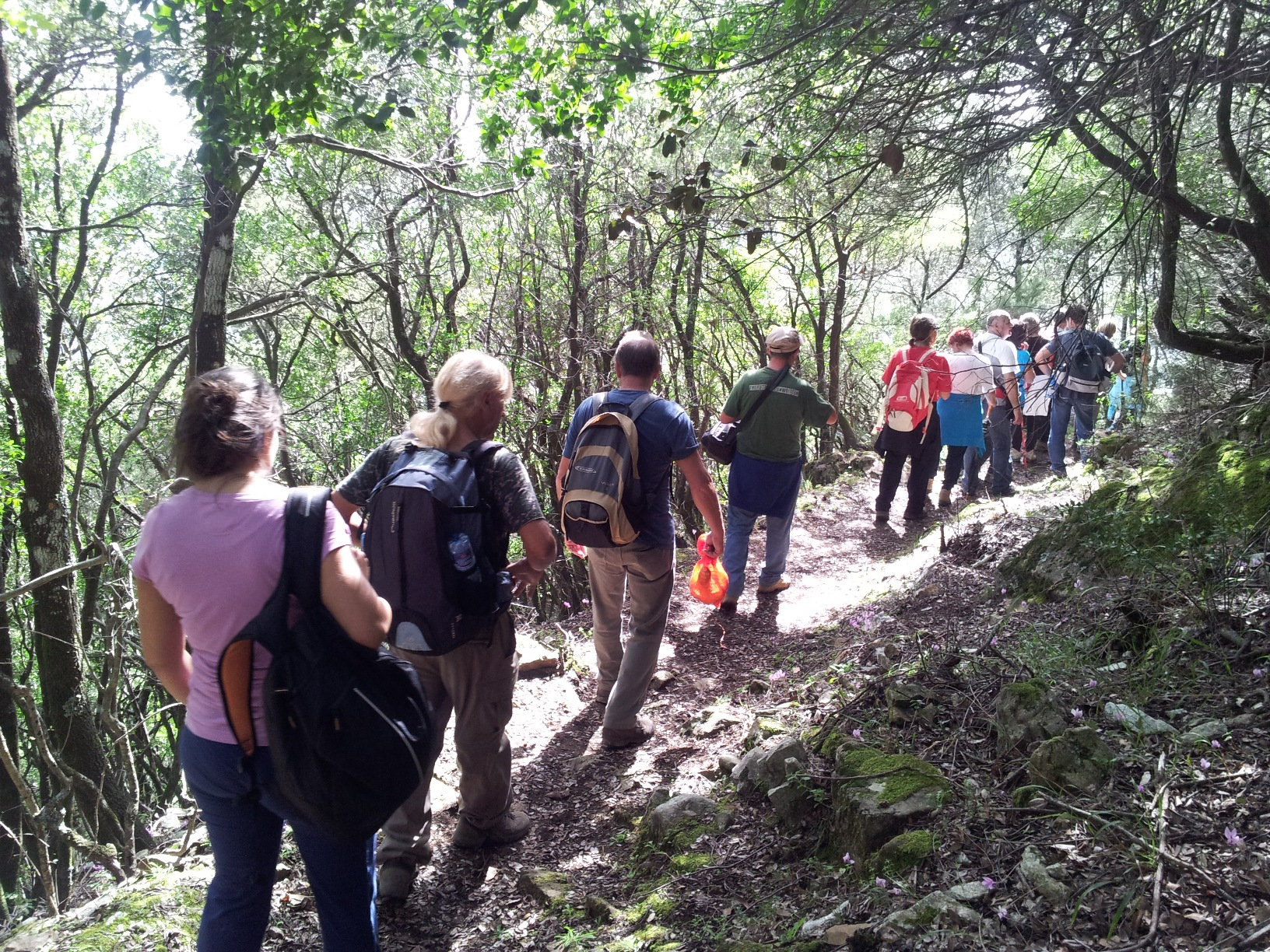
Sentiero dei Greci

L'itinerario naturalistico, panoramico, storico-culturale è considerato tra i più conosciuti e frequentati del territorio calabrese. La lunghezza del percorso e di Km 9,5, il tempo di percorrenza è di 3-4 ore. Il sentiero segnalato dal CAI (Club Alpino Italiano) con il numero 212 è accessibile a tutti, anche a camminatori inesperti e richiama numerosi escursionisti. Il sentiero anticamente era la strada più importante dei Locresi della Magna Grecia per raggiungere il mare Tirreno le colonie di Medma (oggi Rosarno) e Hipponion (oggi Vibo Valentia). Ha rappresentato per millenni, insieme a quello dello Sciarapotamo nell'altro versante, la via più breve di comunicazione per le antiche popolazioni della Magna Grecia. Oggi il sentiero ripido e scosceso è percorso a piedi da escursionisti e da numerosi devoti di san Nicodemo come ex-voto, per raggiungere il santuario per poi tornare a Mammola facendo lo stesso percorso. In particolare i venerdì di luglio e agosto di ogni anno sono tradizionali i pellegrinaggi a piedi al santuario di San Nicodemo.

### Caratteristiche
Il sentiero parte dagli Archi dell'ex ferrovia (240 m) di fronte alla villa comunale nelle vicinanze della porta di accesso del Parco nazionale dell'Aspromonte, si segue lo svincolo direzione Rosarno, la segnaletica sentiero dei Greci e la segnavia rosso-bianco-rosso, dopo duecento metri s'imbocca sulla destra una strada asfaltata a lato della strada statale 682 Jonio-Tirreno (Gioiosa-Rosarno). Si prosegue costeggiando il fiume Torbido dove si incrocia sulla destra il torrente Macariace; un segnale descrittivo indica il geosito della miniera Macariace, sono visibili l'area dell'estrazione del minerale e i ruderi della vecchia miniera.
Continuando lungo la pista, si attraversa il torrente Salino, conosciuto per le sue cascate, e si arriva all'ex scuola elementare e poi al palazzo Barillaro del sec. XVII. Seguendo sempre la segnaletica, si imbocca il passo Sella (la “Seja”, via più breve), punto di valico dell'Appennino, che inizia a salire rapidamente, ombreggiato da alberi, si incontrano alcuni tornanti con ai lati dei muri a secco. Arrivati ad uno spiazzo si incontra una fontana. Ripresa la salita con diversi tornanti, si può ammirare un panorama del fiume Torbido fino al mare Jonio e la S.G.C. Jonio-Tirreno poggiata su enormi piloni. Lungo il sentiero si incrociano due antiche croci in ferro, testimonianza di vitalità della fede popolare. Alla fine della salita si giunge un altipiano dove si può ammirare un suggestivo paesaggio, un piccolo laghetto naturale e il santuario di San Nicodemo, che si stagliano nell'esteso verde.
Il santuario di San Nicodemo, ricco di storia e tradizioni è meta tutto l'anno di numerosi pellegrini di fedeli e turisti, sotto l'aspetto storico-religioso è uno dei santi calabresi più importanti. Il santo visse da asceta ed in preghiera, fino alla morte (990) sul Kellerana (oggi san Nicodemo), così veniva chiamato anticamente, tutta la zona vicino al santuario. Dopo la sua morte il Cenobio divenne meta di devozione e pellegrinaggio di fedeli della Locride, della piana di Gioia Tauro-Rosarno e di tutta la Calabria. Per diverso tempo l'abbazia sul Kellerana ha svolto un ruolo molto importante sia dal punto di vista religioso-spirituale che dal quello culturale della Calabria. La festa in onore del santo si svolge ogni anno al santuario la domenica successiva al 12 maggio, in ricordo della nascita. Il santuario è abitato dal monaco don Ernesto.
Seguendo la segnaletica della Grotta del Santo si sale sul Monte Kellerana (750 m), dove si può ammirare un suggestivo panorama, da vedere le sue famose tre croci che guardano la zona Jonica, la tirrenica ed il santuario, la grotta di San Fantino, luogo di preghiera e di penitenze, e alcuni resti dell'oratorio bizantino dedicato a san Michele Arcangelo con il pavimento di pietre e i basamenti dei muri perimetrali.
Si ritorna sulla strada e, proseguendo su quest'ultima, a destra della curva vi è uno scorcio del fiume Torbido fino al mare, dopo si arriva sul pianoro a ridosso dell'aria pic-nic. Seguendo sempre la segnaletica sentiero dei Greci, a destra si imbocca il sentiero Abeto, che porta verso il monte Limina (888 m), nelle nitide giornate si possono vedere chiaramente le isole Eolie, parte della Sicilia, la vetta dell'Etna e i due mari calabresi. Camminando lungo la pista, nelle vicinanze del monte si arriva sulla SP 5 ex SS.281 e dopo duecento metri si arriva al passo della Limina (822 m), adiacente allo svincolo Limina della S.G.C. SS 682 Jonio-Tirreno. Il passo della Limina è punto di riferimento degli itinerari nazionali del CAI (Club Alpino Italiano) sentiero Italia, come punto d'arrivo della tappa nº 54 (Zomaro-Passo della Limina) e come punto di partenza della tappa nº 55 (passo della Limina- Mongiana), inoltre si incrocia il Sentiero del Brigante, che parte da Gambarie e arriva a Serra San Bruno. Il passo della Limina segna il confine naturale dell'Aspromonte e le Serre. Nelle vicinanze è situato il villaggio Limina con la chiesetta della SS. Madonna dell'Assunta.
Il sentiero si può percorrere in due tappe, da Mammola al santuario di San Nicodemo e dal passo della Limina al santuario di San Nicodemo, percorrendo al ritorno lo stesso sentiero.

## Accessibilità
- Autostrada SA-RC svincolo Rosarno, S.G.C. Jonio-Tirreno uscita Mammola.
- Dalla fascia Jonica SS.106-E90, S.G.C. Jonio-Tirreno uscita Mammola.
- Dalla SP5 ex SS. 281 Marina di Gioiosa J-Rosarno.

Arrivati a Mammola, si può parcheggiare la macchina vicino agli archi dell'ex ferrovia, vicino allo svincolo e iniziare il percorso del sentiero.